# Владимир (Добролюбов)
Владимир (Добролюбов) (в миру — Василий Петрович Добролюбов; 11 июля 1814, Скопин, Рязанская губерния, Российская империя — 20 мая 1896, Рязань, Российская империя) — архимандрит, наместник Николо-Радовицкого монастыря, настоятель Рязанского Троицкого монастыря.

## Биография
Родился 11 июля 1814 года в городе Скопине Рязанской губернии в семье диакона соборной церкви. 5 сентября 1821 года поступил в Скопинское духовное училище, в 1828 году — в Рязанскую духовную семинарию, которую окончил в 1834 году. В книге семинарии о нём записано следующее:
За декабрь 1832 года рекомендован: примерно честен; за май 1833 года рекомендован: благороден и благонравен; за октябрь 1833 года рекомендован: доброго нрава и благородного поведения; за февраль 1834 года рекомендован: нрава благородного, поведения весьма доброго; за июнь 1834 года рекомендован: поведения примерно честного, нрава благородного и кроткого.
В 1834—1835 гг. Василий Петрович Добролюбов работал преподавателем вначале в Сапожковском, а затем в Скопинском духовном училище. 15 июля 1835 года обвенчался с Анной Ивановной Голубевой (1819—1841), дочерью соборного священника города Скопина Ивана Алексеевича Голубева. В семье Добролюбовых родились трое детей: Иоанн (1837—1905), Ольга (1838—1839), Семион (1839—1840).
1 августа 1835 года был рукоположен во священника к Вознесенской церкви Скопина. 14 ноября 1836 года был перемещён во Входоиерусалимский храм того же города с оставлением права преподавания. Здесь Василий Петрович служил до 1853 года, оставив после себя добрую память. За требы никогда не брал денег, и жил с семьей на скудное жалование. 7 декабря 1843 года был назначен благочинным над 18 сельскими церквами, а 9 октября 1845 года был определён инспектором Скопинского духовного и приходского училищ.
4 января 1853 года, по вдовству, архимандритом Антонием (Смолиным) был пострижен в монашество в Рязанском Спасском монастыре с именем Владимир и причислен к братии Спасского монастыря. 15 февраля того же года в сане иеромонаха был определен инспектором Рязанского духовного училища. 11 ноября 1862 года был возведен в сан игумена и вскоре был назначен наместником Николо-Радовицкого монастыря. В 1863 году был возведен в сан архимандрита. 4 августа 1878 года по указу Священного Синода был определён настоятелем Рязанского Троицкого монастыря.
Являлся членом Рязанского церковно-исторического епархиального комитета, председателем Совета братства св. Василия Рязанского (затем пожизненным членом), товарищем председателя, а затем почетным членом Рязанской губернской ученой архивной комиссии (РУАК) с момента ее учреждения (15 июня 1884 года). Принимал горячее участие в делах попечительства о бедных воспитанниках Рязанской духовной семинарии, за что был избран пожизненным членом попечительства.
Скончался ранним утром 20 мая 1896 года на 82 году жизни. Погребение было совершено 22 мая епископом Михайловским Полиевктом под Предтеченским приделом Сергиевского храма Рязанского Троицкого монастыря.

## Награды
- Признательность епархиального начальства (за примирение поссорившихся супругов, 1845)
- Архипастырское благословение (за «отлично-усердно-нравственный надзор за учениками и за отлично-усердное проведение учительской деятельности», 1848)
- Благословение Святейшего синода (за учреждение библиотеки для учеников Рязанского духовного училища и внесением в нее своих 135 книг научного и нравственного содержания, 1862)
- Ордена Святой Анны 2-й степени, Святого Владимира 4-й степени (1863—1878)
- Орден Святого Владимира 3-й степени.